# Leichtathletik-Weltmeisterschaften 2017/Teilnehmer (Sambia)
| Gelbes Symbol für Goldmedaillen mit stilisierten Olympischen Ringen | Graues Symbol für Silbermedaillen mit stilisierten Olympischen Ringen | Braundes Symbol für Bronzemedaillen mit stilisierten Olympischen Ringen |
| ------------------------------------------------------------------- | --------------------------------------------------------------------- | ----------------------------------------------------------------------- |
| —                                                                   | —                                                                     | —                                                                       |

Von Sambia wurden eine Athletin und ein Athlet für die Weltmeisterschaften in London nominiert.

## Ergebnisse

### Frauen

#### Laufdisziplinen
| Athletin       | Disziplin | Vorlauf | Vorlauf | Halbfinale | Halbfinale | Finale  | Finale |
| Athletin       | Disziplin | Zeit    | Platz   | Zeit       | Platz      | Zeit    | Platz  |
| -------------- | --------- | ------- | ------- | ---------- | ---------- | ------- | ------ |
| Kabange Mupopo | 400 m     | 51,09 s | 5       | 50,60 s SB | 6          | 51,15 s | 7      |

### Männer

#### Laufdisziplinen
| Athlet       | Disziplin | Vorlauf    | Vorlauf | Halbfinale | Halbfinale | Finale             | Finale             |
| Athlet       | Disziplin | Zeit       | Platz   | Zeit       | Platz      | Zeit               | Platz              |
| ------------ | --------- | ---------- | ------- | ---------- | ---------- | ------------------ | ------------------ |
| Sydney Siame | 200 m     | 20,29 s NR | 9       | 20,54 s    | 12         | nicht qualifiziert | nicht qualifiziert |